# بالدیبیا
بالدیبیا (به اسپانیایی: Valdivia) (تلفظ اسپانیولی: [balˈd̪iβja]) یک شهرستان در شیلی است که در استان بالدیبیا واقع شده‌است. تا به امروز زمین‌لرزه ۱۹۶۰ والدیویا بزرگترین زمین لرزه تاریخ بشر میباشد که در این شهر به ثبت رسیده است.

## خصوصیات
بالدیبیا ۱٬۰۱۵٫۶ کیلومترمربع مساحت و ۱۵۴٬۴۳۲ نفر جمعیت دارد و ۵ متر بالاتر از سطح دریا واقع شده‌است.

## خواهرخوانده
شهرهای کالوا، هامبورگ، مونت‌پلیزانت، میشیگان، کلوژ-نپوکا، نئوکن، هوبارت و تاکوما، واشینگتن خواهرخوانده‌های بالدیبیا هستند.

## نگارخانه

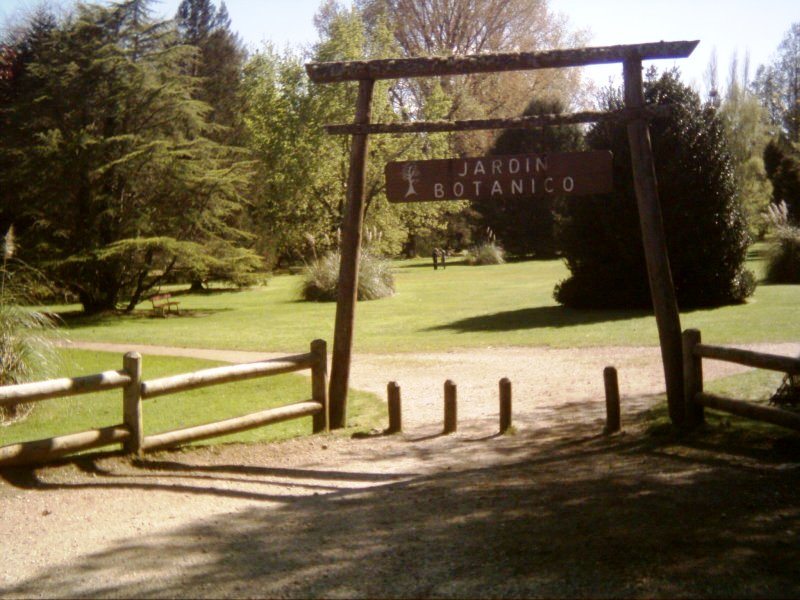
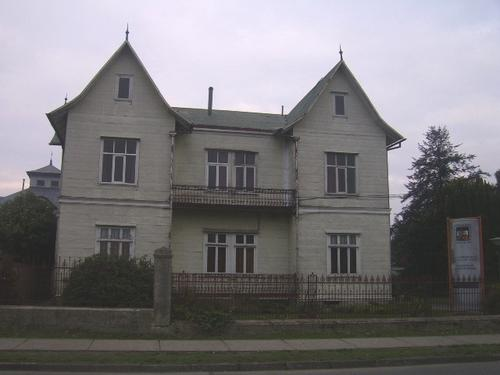